# Loïc Bettendorff
Loïc Bettendorff (Ettelbruck, 28 aprile 2001) è un ciclista su strada, ciclocrossista e mountain biker lussemburghese che corre per il team Global 6 United. Già campione nazionale Juniores su strada, è attivo in formazioni Elite/Under-23 dal 2020.

## Palmarès

### Strada
- 2019 (Juniores, due vittorie)

Campionati lussemburghesi, Prova a cronometro Junior
Campionati lussemburghesi, Prova in linea Junior
- 2022 (Riwal Cycling Team, una vittoria)

Campionati lussemburghesi, Prova in linea Under-23
- 2023 (Leopard Togt Pro Cycling, una vittoria)

Campionati lussemburghesi, Prova in linea Under-23

#### Altri successi
- 2024 (Global 6 United)

GP Ost Manufaktur
GP Garage Thommes

### Cross
- 2018-2019

Campionati lussemburghesi, Junior
- 2019-2020

Campionati lussemburghesi, Under-23
- 2021-2022

Campionati lussemburghesi, Under-23
- 2023-2024

Campionati lussemburghesi, Elite

### Mountain bike
- 2019

Campionati lussemburghesi, Cross country Junior
- 2020

Campionati lussemburghesi, Cross country Under-23
- 2021

Campionati lussemburghesi, Cross country marathon

## Piazzamenti

### Competizioni mondiali
- Campionati del mondo di ciclocross

Valkenburg 2018 - Junior: 41º
Bogense 2019 - Junior: 45º
Ostenda 2021 - Under-23: 35º
- Campionati del mondo su strada

Yorkshire 2019 - Cronometro Junior: 49º
Yorkshire 2019 - In linea Junior: 72º
Fiandre 2021 - Cronometro Under-23: 52º
Glasgow 2023 - In linea Under-23: ritirato

### Competizioni europee
- Campionati europei di ciclocross

Rosmalen 2018 - Junior: 35º
- Campionati europei su strada

Zlín 2018 - In linea Junior: ritirato
Alkmaar 2019 - Cronometro Junior: 37º
Alkmaar 2019 - In linea Junior: 61º
Trento 2021 - In linea Under-23: 64º
Anadia 2022 - In linea Under-23: 72º
Drenthe 2023 - In linea Under-23: 22º